# Martial Beyrand
Martial Beyrand, né le 9 septembre 1768 à Limoges, mort le 3 août 1796 à la bataille de Castiglione, est un général de brigade de la Révolution française.

## Biographie
Fils de marchand (issu d’une famille de Flavignac), il rencontré Lord Macartney qui est client de l’auberge de ses parents. Cette rencontre lui donnant envie d’entrer dans l’armée Martial est engagé comme soldat dans l'armée royale en 1783, il quitte le service en 1788. Rentré au service comme capitaine au 2e Bataillon de volontaires de la Haute-Vienne en octobre 1791, il sert à l'armée du Nord, puis devient chef d'état-major du futur maréchal Augereau à l'armée des Pyrénées orientales ou il est blessé à la Bataille de Saint-Laurent-de-la-Mouga.
Promu général de brigade à titre temporaire le 24 novembre 1794, puis confirmé à titre définitif le 4 novembre 1795, il passe à l'armée d'Italie et il est tué le 3 août 1796 lors de la bataille de Castiglione.

### Distinctions
- Il fait partie des 660 personnalités à avoir son nom gravé sous l'arc de triomphe de l'Étoile. Il apparaît sur la 28e colonne (l’Arc indique BAYRAND).
- Son buste d'après Charles-Louis Corbet est conservé dans la galerie des batailles au château de Versailles.
- Napoléon Bonaparte écrit le 19 thermidor an IV (6 août 1796) : « Nous avons perdu le général Beyrand. Celle perte très sensible à l'armée l'a été plus particulièrement pour moi. Je faisais le plus grand cas des qualités guerrières et morales de ce brave homme. »

## Sources
1. ↑  Centre France, « Histoire - Napoléon Bonaparte a pleuré la mort du Général Beyrand, né à Limoges en 1768 », sur www.lepopulaire.fr, 1er juillet 2021 (consulté le 2 novembre 2024)

- Jean-Baptiste-Pierre Courcelles, Dictionnaire historique et biographique des généraux français, Bertrand, 1821, p. 278-279
- Joseph Durieux, Un brave homme, le général Martial Beyrand (1768-1796), Éd. de la Limousine, 1914, 15 p.
- Jules Tintou, Le général Martial Beyrand, héros de Lodi et de Castiglione, Lemouzi n°8, 1963, 7 p.